# Gargas, Vaucluse
Gargas este o comună în departamentul Vaucluse din sud-estul Franței. În 2009 avea o populație de 2.957 de locuitori.

## Evoluția populației
| An        | 1975  | 1982  | 1990  | 1999  | 2006  | 2009  |
| --------- | ----- | ----- | ----- | ----- | ----- | ----- |
| Populație | 1.065 | 1.870 | 2.875 | 2.928 | 2.980 | 2.957 |